# Keith Tucker
Keith Tucker – amerykański DJ i producent muzyczny pochodzący z Detroit, w stanie Michigan.
Artysta rozpoczynał swą karierę od grania wraz z przyjacielem, Tommym Hamiltonem coverów utworów Juana Atkinsa z lat 80. Zyskali lokalny rozgłos dzięki łączeniu występów breakdance z setami DJ-skimi Tuckera i jednoczesnej gry szybkich syntezatorowych linii basowych. W późniejszym czasie zaczęli występować pod pseudonimami Regimem, RX-7, aż w końcu w 1994 r. utworzyli grupę AUX 88. Pierwsza 12" EP-ka Tuckera (pod szyldem Frequency) pochodzi z 1990 r. i stanowi efekt współpracy z Juanem Atkinsem oraz Jesse Andersonem.
Pośród inspiracji artysty występuje funk z lat 70., utwory grupy Kraftwerk oraz muzyka poważna, zwłaszcza kompozycje Jana Sebastiana Bacha. Muzyka Tuckera stanowi połączenie synkopowego, minimalistycznego electro z rytmami techno wzorowanymi na miami bass oraz automacie Roland TR-808. Twórczość ta często nawiązuje do technologii, fantastyki naukowej oraz podróży w kosmos.
Keith Tucker jest także współzałożycielem wytwórni płytowej Puzzlebox Records, powstałej w 1996 r.